# 考拉島
67°34′S 47°53′E / 67.567°S 47.883°E
考拉島（英語：Koala Island）是南極洲的島嶼，位於恩德比地，處於平恩島以西和麥金農島東端以北，該島嶼在1956年由澳大利亞的探險隊拍攝空中照片。